# ヱビスシネマ。
ヱビスシネマ。（エビスシネマ）は、兵庫県丹波市氷上町成松263-3にある映画館（ミニシアター）。2021年（令和3年）7月30日開館。運営は株式会社コドルニス、支配人は映画監督の近兼拓史。

## 歴史

### 成松の映画館
日本の映画館数がピークを迎えた1960年（昭和35年）、氷上郡氷上町成松には成松映画劇場（成映）と戎シネマ（エビス座）の2館の映画館があった。成松映画劇場は有馬郡三田町の芝居小屋を移築した建物とされる。成松映画劇場の経営者は池田四郎であり、池田は兵庫県北部と鳥取県鳥取市で多数の映画館を経営していた。戎シネマは1950年（昭和25年）に小南松太郎によって新築された映画館である。
1961年（昭和36年）頃には戎シネマが閉館し、1965年（昭和40年）頃には成松映画劇場も閉鎖されたことで、氷上町成松から映画館がなくなった。

### 開館の経緯

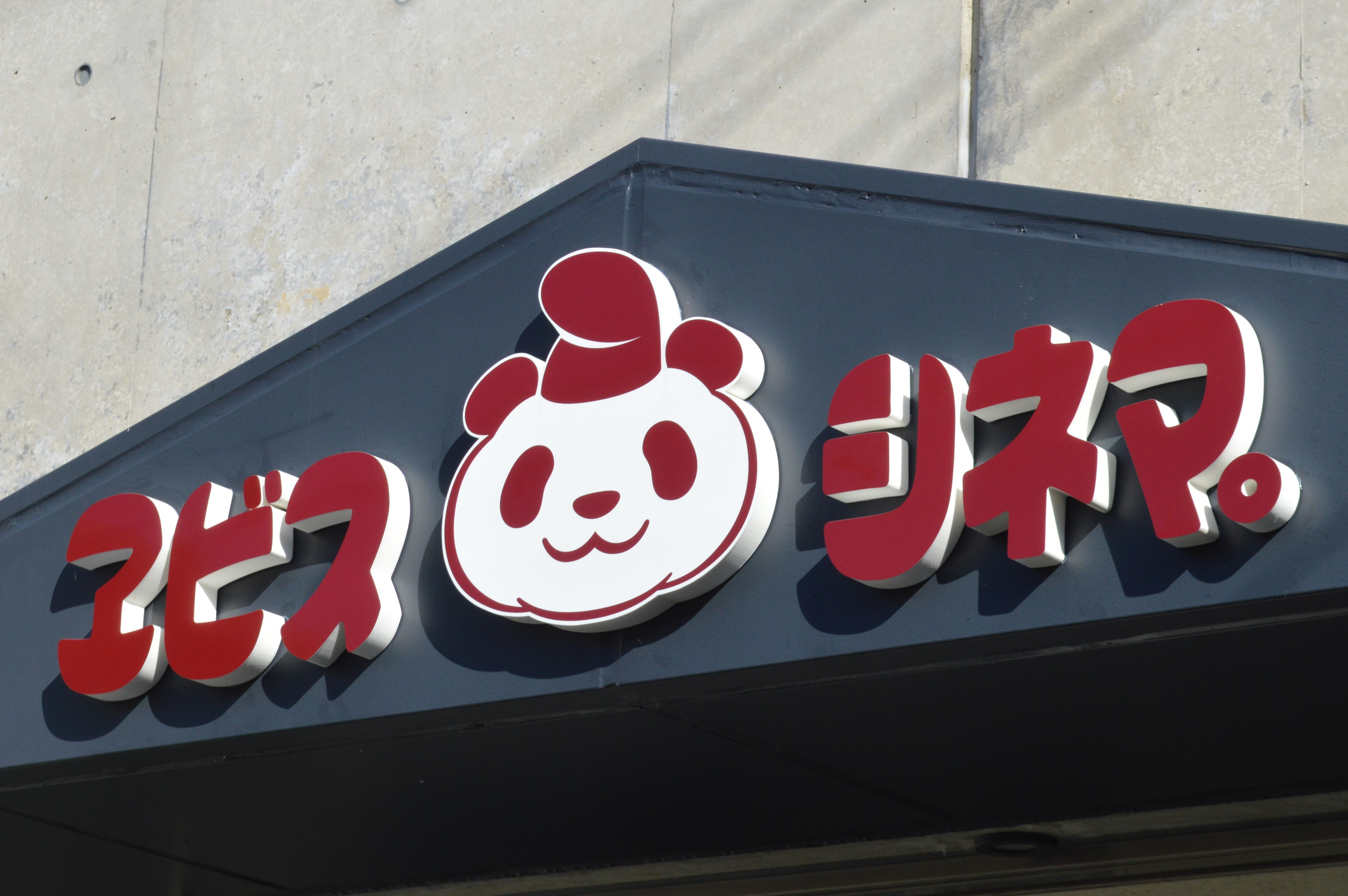
ヱビスシネマ。の看板

2018年（平成30年）には成松商店街の有志などによって、映画館の復活を目指す「成松映画館復活プロジェクト（仮）」が発足した。同年3月11日には「丹波甲賀の里軽トラ市」の一環として、成松第3公民館で近兼拓史監督の『切り子の詩』の上映会が行われた。同年には近兼監督によって、丹波竜を題材として丹波市を舞台とする映画『恐竜の詩』が公開された。
近兼は成松商店街における映画館の復活と、復活の経緯を描いた映画の製作の双方を試み、2019年（平成31年）3月には映画『銀幕の詩』の撮影を開始した。2020年（令和2年）3月には成松商店街にある元暴力団事務所の建物を取得。建物は鉄筋コンクリート造2階建、延床面積約260平方メートル。2009年（平成21年）に山口組系の暴力団が進出し、元呉服店の建物に組員らが出入りしていたが、住民運動の末に暴力団が退去し、2014年（平成26年）には地元自治会が買収して成松第3公民館とした経緯がある。

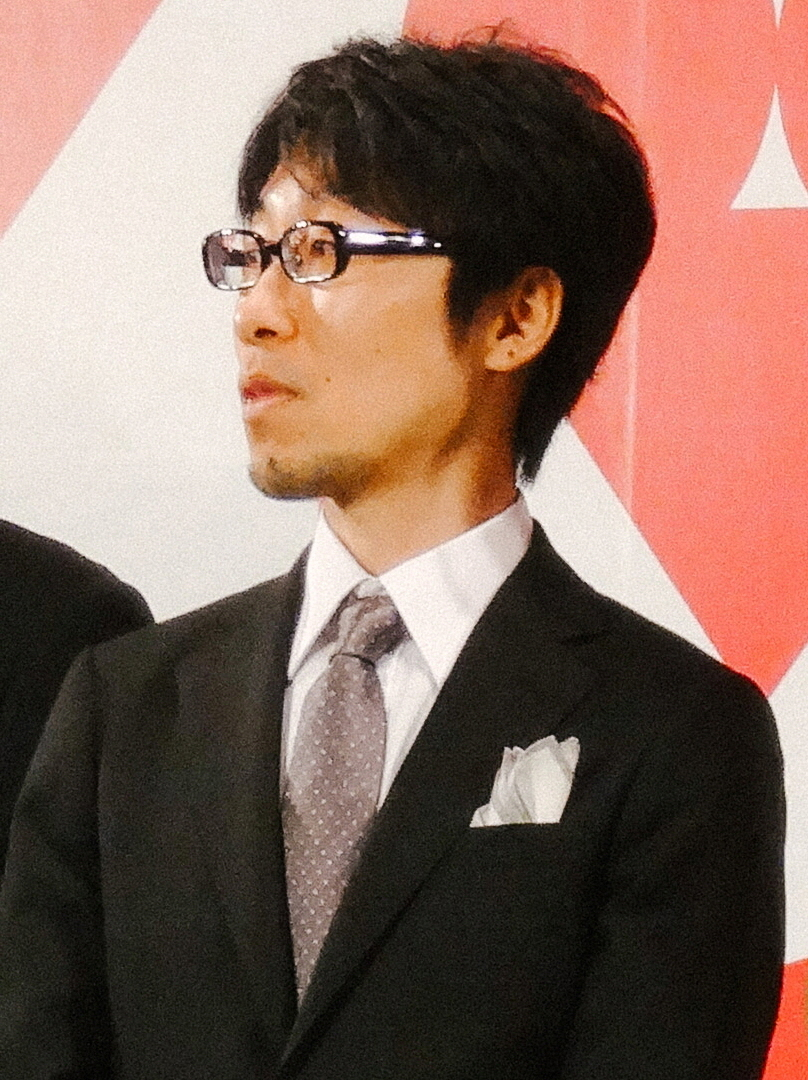
2023年に来丹した吉浦康裕

2021年（令和3年）7月17日にプレオープンし、1982年（昭和57年）の角川映画『蒲田行進曲』が上映された。7月30日にはヱビスシネマ。が正式に開館し、記念式典には林時彦丹波市長らが出席した。名称は映画黄金期に隣接地にあった戎シネマに因んでいる。オープニング作品は近兼監督の『恐竜の詩』であり、開館日からは『恐竜の詩』に加えて、阪神間を舞台とする『にしきたショパン』、『劇場版ほんとうにあった怖い話 ～事故物件芸人2～』も上映された。
2023年（令和5年）1月27日、ヱビスシネマ。で近兼監督の『銀幕の詩』が先行公開された。俳優が演じる丹波市総合政策課の職員を主人公とし、丹波市立中央小学校や丹波市立氷上中学校の児童生徒らも出演している。同年6月30日と7月29日には開館2周年企画を開催した。6月30日には元ガイナックス社長で映画監督の山賀博之を招いてトークライブを開催し、7月29日にはアニメ映画『アイの歌声を聴かせて』と『サカサマのパテマ』の吉浦康裕監督を招いてトークライブを開催した。同年11月3日から11月16日、ヱビスシネマ。、丹波市山南町のやまなみホール、丹波市春日町の春日文化ホールの3会場で第1回丹波国際映画祭が開催された。主催は近兼が委員長を務める丹波国際映画祭実行委員会。

## 特色

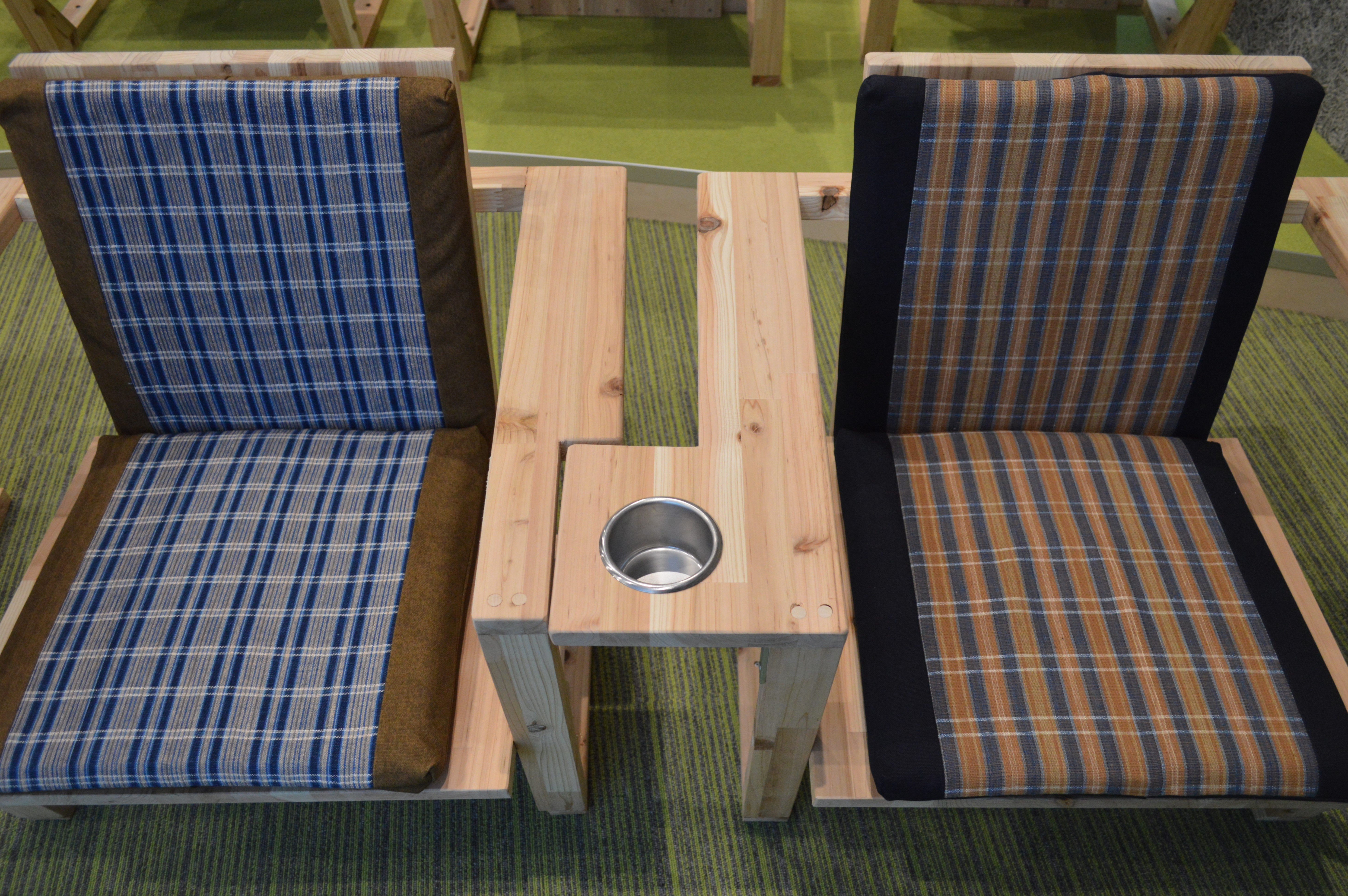
丹波布が貼られた木製椅子

国産杉の間伐材を使用した木製椅子が設置されている。改装を手掛けた細見工務店によって座席に丹波布を張ることが発案され、丹波布伝承館の卒業生らが手織りした布が用いられている。内装は丹波の棚田や山並みがイメージされており、床面は後方ほど濃い緑色が用いられている。
一般的なミニシアターには2個から6個のスピーカーが設置されるが、ヱビスシネマ。にはBOSE製の13個のスピーカーが設置され、音響は「日本全国でも屈指」とされる。1階ではポップコーン、ジュース、ヱビスビールなどが販売されている。

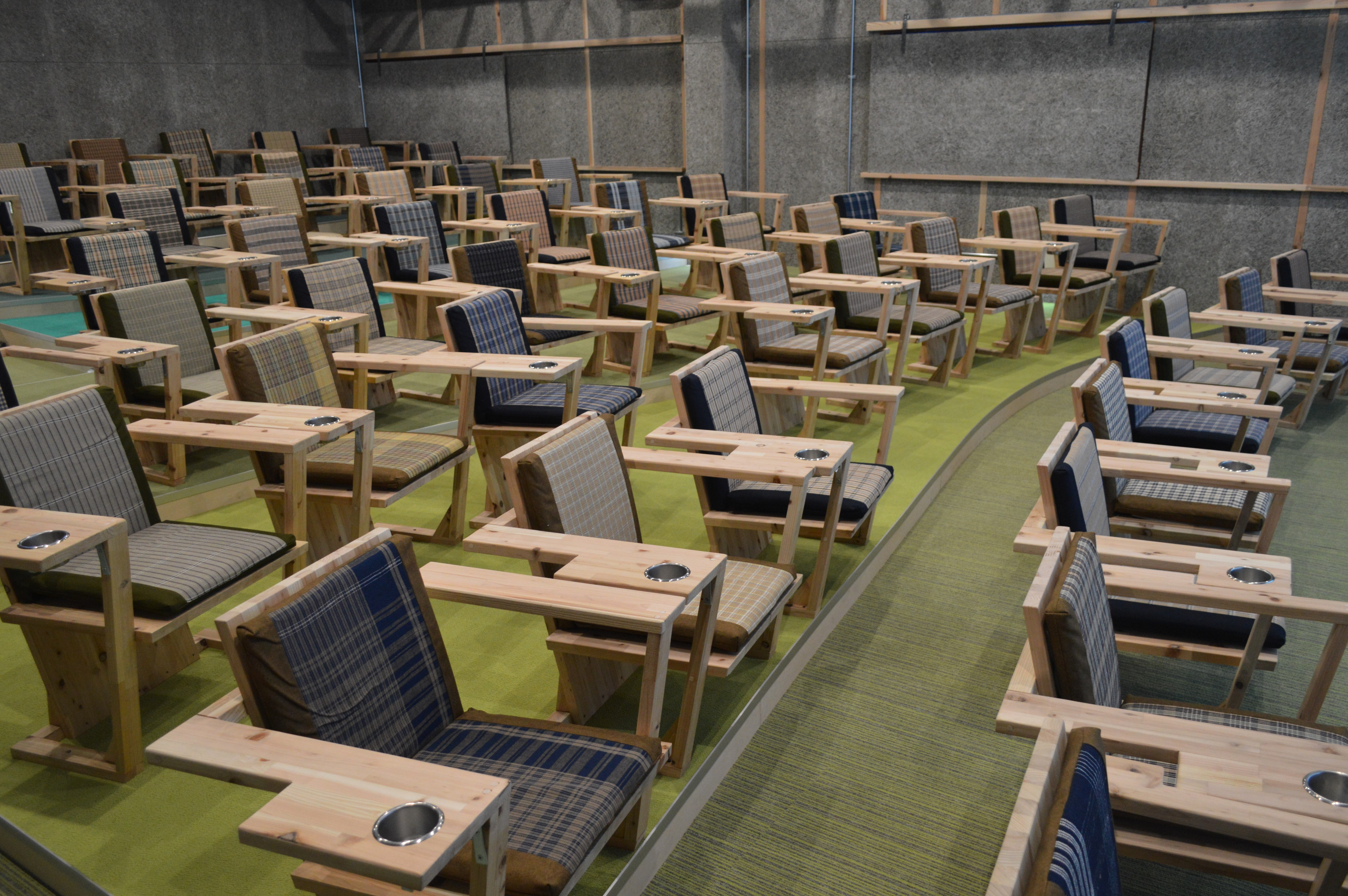
ホール
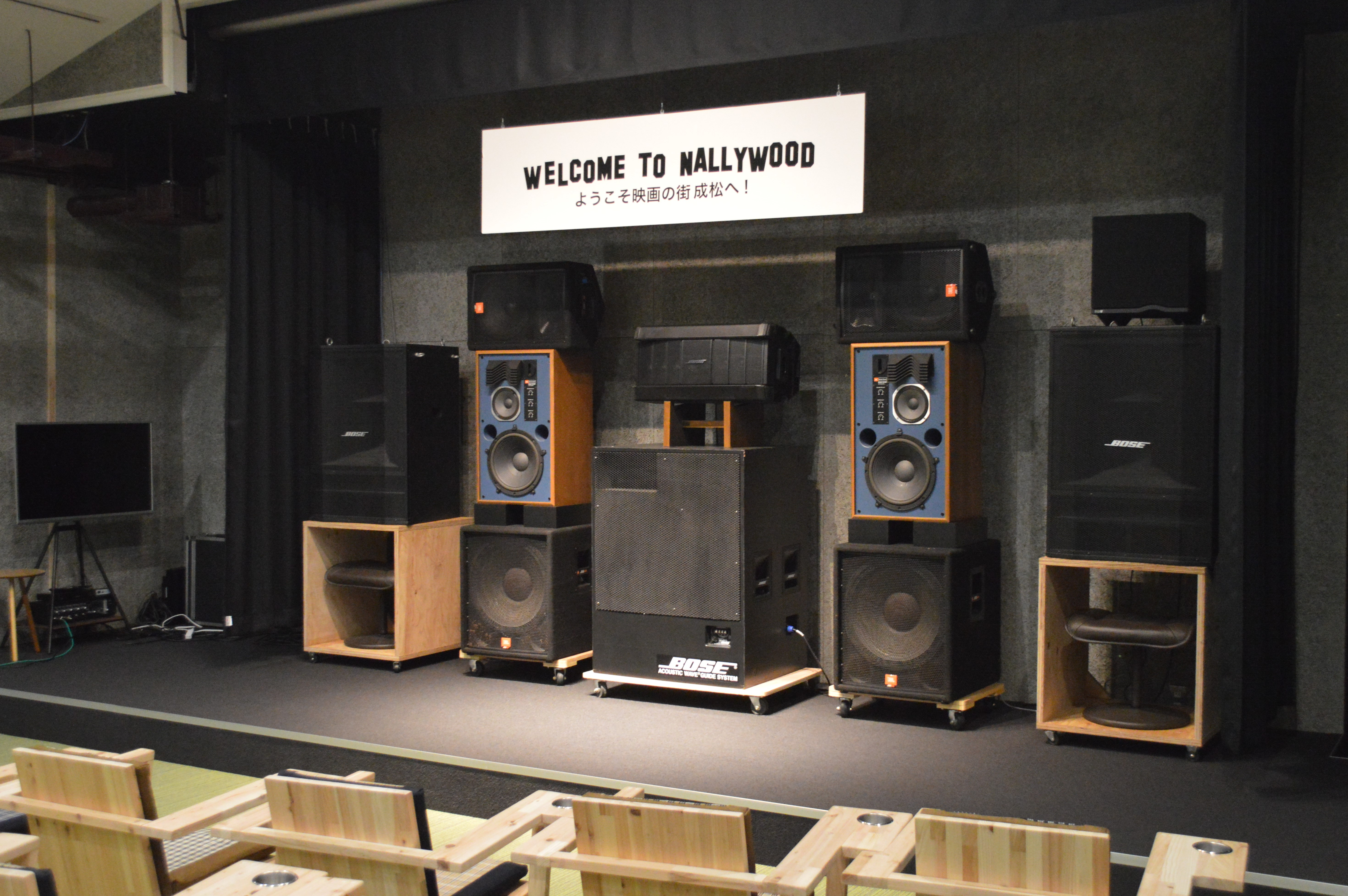
スピーカー類
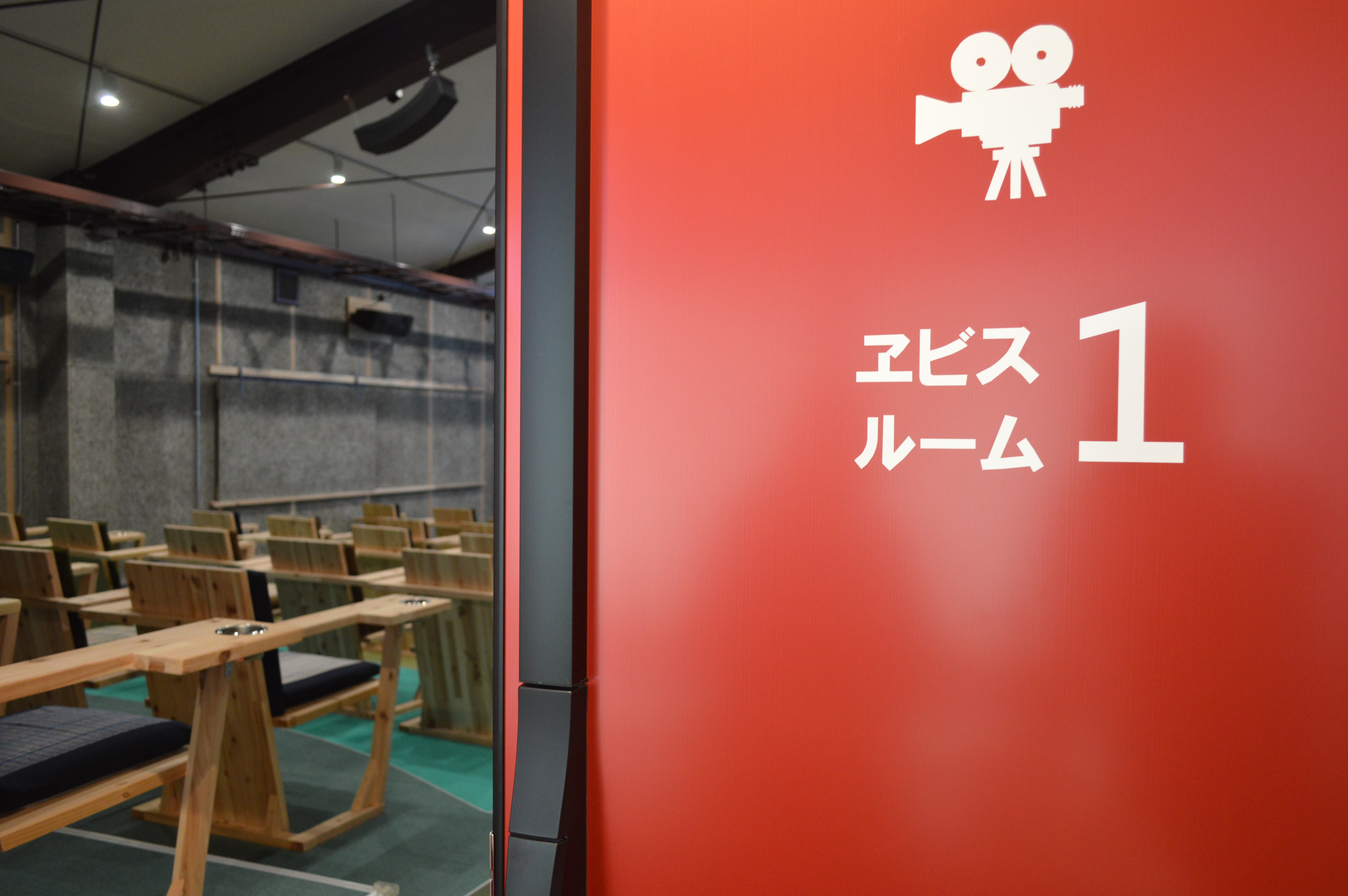
ホールの入口